# あいの風とやま鉄道
あいの風とやま鉄道株式会社（あいのかぜとやまてつどう、英: Ainokaze Toyama Railway Co., Ltd.）は、富山県富山市に本社を置く、第三セクター方式の鉄道事業者（第三セクター鉄道）である。
北陸新幹線の長野駅 - 金沢駅間が延伸開業する際、西日本旅客鉄道（JR西日本）から並行在来線として経営分離される北陸本線の富山県内区間にあたる倶利伽羅駅 - 市振駅間において運営を担う鉄道事業者として、富山県および富山市をはじめとする県内全15市町村に加え、北陸電力、北陸銀行、インテック、YKK、富山地方鉄道などの出資によって、2012年（平成24年）7月24日に「富山県並行在来線準備株式会社（とやまけんへいこうざいらいせんじゅんび）」として設立された。

## 社名
社名は一般公募によるもので、2012年12月10日から2013年（平成25年）2月15日まで公募を行った結果、応募総数5,380件の名称案が寄せられた。選考の結果、高岡市在住の主婦が応募した「あいの風とやま鉄道株式会社」を採用し、同年5月29日の取締役会で決定、6月下旬の定時株主総会で定款変更を決議の上、同年7月1日付で商号を変更した。
「あいの風」とは、日本海沿岸で春から夏にかけて沖から吹く北東の風の富山県内での呼び名で「あゆのかぜ」「あえのかぜ」とも呼ばれており、古くから豊作や豊漁を運ぶ風として県民に親しまれている。この「あいの風」を県域東西を横断する路線に見立て、県民に豊かさや幸せを運び届け、かつ県民に「愛」される鉄道を目指すという経営理念を表している。なお、あいの風とやま鉄道の社名およびロゴマークは、ともに登録商標となっている（社名：登録番号5669367、ロゴマーク：登録番号5706512）。

## 沿革

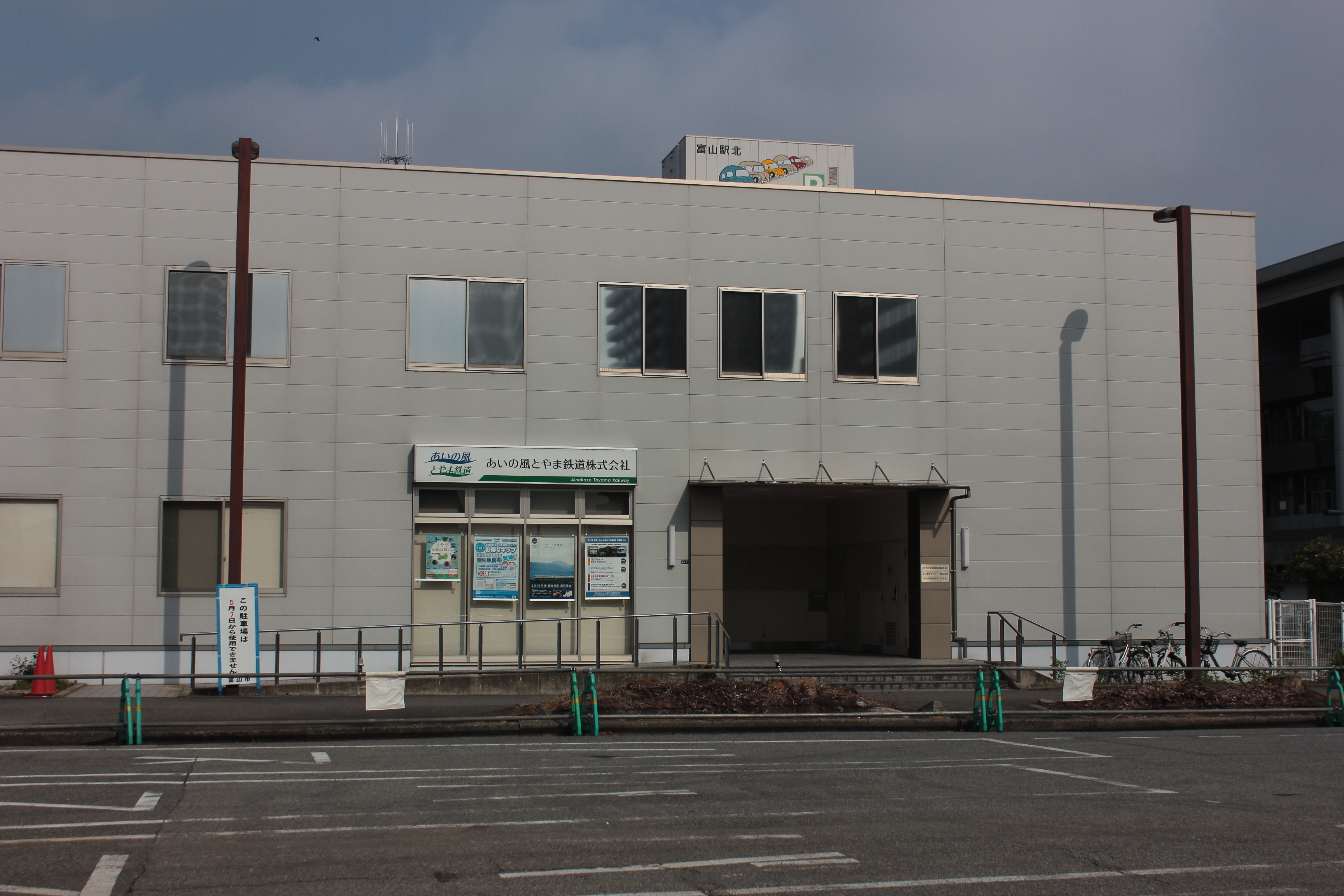
2015年から2019年までの本社

- 2012年（平成24年）7月24日：富山県並行在来線準備株式会社として設立。設立当初の資本金は15億円で、初代代表取締役社長に富山県副知事（当時）の植出耕一が就任。
- 2013年（平成25年）
  - 3月4日：本社を富山県庁舎（総合交通政策室内）から富山県富山農林振興センター諏訪川原庁舎1階へ暫定的に移転[13]。
  - 5月29日：新社名があいの風とやま鉄道に決定[6][7]。
  - 7月1日：商号をあいの風とやま鉄道株式会社に変更[10]。
- 2014年（平成26年）
  - 1月8日：初代社長の植出が心不全のため死去[14][15]。
  - 2月1日：副社長の市井正之が2代目社長に就任[16][17]。
  - 2月28日：市振（新潟県糸魚川市） - 富山（富山県富山市） - 倶利伽羅（石川県河北郡津幡町）間 100.1 kmの第一種鉄道事業許可を取得[18]。
  - 10月27日：あいの風とやま鉄道線 倶利伽羅 - 市振間の上限運賃認可を国土交通省北陸信越運輸局に申請[19][20]。
  - 12月19日：開業ダイヤの概要を発表[21]。
- 2015年（平成27年）
  - 1月8日：開業時の列車運行ダイヤを発表。同時に開業時から座席指定制の「あいの風ライナー」の運行を発表[22]。
  - 3月14日：あいの風とやま鉄道線開業[23]。
  - 3月16日：「あいの風ライナー」運行開始。
  - 3月26日：富山県内区間19駅でICカード「ICOCA」の利用を開始。並行在来線としては日本初[24]。
  - 6月1日：本社を富山県富山農林振興センター諏訪川原庁舎から富山駅北口へ移転[25]。
- 2016年（平成28年）
  - 2月27日：あいの風とやま鉄道線内でICOCA定期券の販売および利用を開始[26]。
  - 8月28日：イベント列車「とやま絵巻」運行開始。
- 2017年（平成29年）
  - 4月1日：2代目社長の市井が退任。3代目社長に代表取締役副社長兼総務企画部長の日吉敏幸、会長に富山県副知事の寺林敏がそれぞれ就任[27]。
  - 4月2日：全駅で新旅客案内システムと各駅独自の到着メロディの本格運用を開始。富山駅と高岡駅については独自の発車メロディも設定[28][29][30]。一部は3月13日から試験導入[31]。乗客3000万人達成[30]。
  - 4月15日：ICOCAエリア拡大に伴い、高岡 - 越中大門間、西高岡 - 高岡間（小児のみ）に特定運賃を設定[32]。
- 2019年（平成31年・令和元年）
  - 4月6日：観光列車「一万三千尺物語」運行開始[33][34]。
  - 8月5日：明輪町1番50号（富山駅高架下）に本社移転[35]。
- 2021年（令和3年）4月27日：公式マスコットキャラクターを「あいの助」に決定[36]。
- 2024年（令和6年）6月25日：3代目社長の日吉が退任。4代目社長に元富山県教育長の伍嶋二三男、会長に日吉がそれぞれ就任[37]。

## 路線
- あいの風とやま鉄道線：倶利伽羅駅 - 市振駅（営業キロ 100.1 km）[38]

2015年（平成27年）3月14日の北陸新幹線の金沢延伸と同時に、並行在来線富山県内区間を継承して開業した。
以前は北陸本線の一部であった区間で、北陸新幹線の延伸開業に際しJR西日本から経営分離された。営業上の境界駅となる石川県津幡町の倶利伽羅駅と、新潟県糸魚川市の市振駅は、それぞれIRいしかわ鉄道とえちごトキめき鉄道の管理駅で、両駅を除く富山県内所在の20駅（2018年3月17日現在。JR貨物管理の富山貨物駅は含まない）があいの風とやま鉄道の管理下に置かれる。鉄道資産上の経営区間は石川県境から新潟県境までの98.7 kmである。
北陸新幹線の延伸開業時には、富山駅を中心に新幹線や沿線各駅で接続する路線との連絡を考慮し、かつ通勤・通学需要に合わせたダイヤが編成され、各駅に停車する普通列車に加え、快速列車として、金沢駅 - 富山駅 - 泊駅間で「あいの風ライナー」が平日に、座席指定制（ライナー料金が別途必要）で設定された。JRグループ各社のホームライナーに相当する列車で、移管前に運行されていた「おはようエクスプレス」などの特急列車を補完するものである。第三セクター鉄道で乗車整理券制を採用する列車は、2021年時点でこれが全国唯一である。2016年3月26日改正時点で、平日に下り3本、上り2本が運行され、土曜・休日は全便運休となる。特急列車などの優等列車は設定されていない。
IRいしかわ鉄道とは金沢駅 - 倶利伽羅駅 - 富山駅間で相互直通運転を実施するほか、平日朝に城端線から高岡駅 - 富山駅間を直通するJR西日本の列車が存在する。また、泊駅 - 市振駅間については、えちごトキめき鉄道日本海ひすいラインからの列車が大半であり、泊駅で系統を分断している。ただし朝夕の1往復に限り、あいの風とやま鉄道の車両が糸魚川駅まで乗り入れる。このため、直通運転実施事業者はJR西日本、えちごトキめき鉄道、IRいしかわ鉄道の3社となっているが、JR西日本については片乗り入れとなっている。

### 運行管理・指令業務・乗務員・旅客案内
移管3年目となる2017年3月末より、旧北陸本線で一体となっていた指令システムを自社独自のシステムへ移行し、自社で業務を行っている。これに伴い、同年4月1日より新旅客案内システムを導入し、各駅独自の接近・入線メロディを設定・実施しているほか、富山駅と高岡駅については独自の発車メロディも設定している。
開業当初の2年間については、運行管理と指令業務はJR西日本金沢支社の金沢総合指令所において、当社が自社路線とあわせ、IRいしかわ鉄道とえちごトキめき鉄道から業務を受託し、金沢駅 - 直江津駅間にわたってIRいしかわ鉄道線・あいの風とやま鉄道線・えちごトキめき鉄道日本海ひすいラインの計3路線の指令業務を行った。
車掌、運転士などの乗務員は、全てJR西日本の旧・富山運転センターを引き継いだ「あいの風運転管理センター」に所属している。乗務範囲は、会社の管轄を越え、IRいしかわ鉄道の金沢駅 - えちごトキめき鉄道の糸魚川駅間となっている。

### 駅名標
沿線の大部分の南側が立山連峰、北側が富山湾を望む立地にちなんで、ホーム上に設置する駅名標のデザインは、山側は富山県の豊かな自然を表現したグリーンを、海側は富山湾の神秘さを表現したブルーを、それぞれメインに使用したデザインとしている。この山側をグリーン、海側をブルーをメインとしたデザインは、後述の521系電車のカラーリングにも反映されている。
管轄駅のうち、高岡駅の城端線ホームに設置されている駅名標については引き続きJR西日本デザインのものが使用されているが、JR西日本のロゴ、あいの風とやま鉄道のロゴどちらも当該の駅名標には使われていない。

### 城端線と氷見線の移管
JR西日本の城端線と氷見線について、富山県や沿線自治体などで構成する「城端線・氷見線再構築検討会」が2023年10月23日に、両線の運行主体をJR西日本からあいの風とやま鉄道に移管することで正式に合意した。あいの風とやま鉄道社長（当時）の日吉敏幸は、1日フリーきっぷの対象に両線が加わる可能性を示唆した。具体的な移管時期は未定である。移管が実現すれば、並行在来線を運営する第三セクター鉄道が並行在来線以外の路線を運行する初めてのケースとなる。

## 運賃・料金・きっぷ

### 旅客運賃
2015年の開業時点では、開業後5年間は激変緩和処置として、普通と通勤定期はJRの1.12倍、通学定期はJRの1.03倍とし、6年目以降、普通と通勤定期はJRの1.19倍、通学定期はJRの1.05倍に設定する計画であった。実際には、開業後8年間は普通と通勤定期はJRの1.12倍、通学定期はJRの1.03倍とし、9年目以降、普通と通勤定期はJRの1.19倍、通学定期はJRの1.05倍に設定することになった。

#### 普通旅客運賃
大人普通旅客運賃は下表の通り。小児は半額・10円未満切り上げ、営業キロの1 km未満は切り上げ。2023年4月1日改定。
なお、開業時点では旅客駅相互間の最短駅間営業キロ程が福岡駅 - 西高岡駅間と滑川駅 - 東滑川駅間の3.5 kmであったため、2018年（平成30年）3月17日の高岡やぶなみ駅開業まで初乗り運賃の適用区間がなかった。
| キロ程 (km) | 運賃（円） | キロ程 (km) | 運賃（円） |
| ----------- | ---------- | ----------- | ---------- |
| - 3km       | 170        | 41 - 45     | 920        |
| 4 - 6       | 220        | 46 - 50     | 1,020      |
| 7 - 10      | 240        | 51 - 60     | 1,180      |
| 11 - 15     | 290        | 61 - 70     | 1,390      |
| 16 - 20     | 390        | 71 - 80     | 1,590      |
| 21 - 25     | 500        | 81 - 90     | 1,810      |
| 26 - 30     | 600        | 91 - 100    | 2,010      |
| 31 - 35     | 700        | 101         | 2,220      |
| 36 - 40     | 810        |             |            |

### 料金
- 入場券：170円
- ライナー券：300円（あいの風ライナー）
  - ライナー停車駅およびライナー車内で発売。乗車日が属する週の前週日曜日の発売駅営業開始時から購入可能。
  - 「あいの風ライナー」はIRいしかわ鉄道線に直通するが、IRいしかわ鉄道線内の停車は始発・終着駅の金沢駅のみであり、IRいしかわ鉄道線区間の利用に対する料金は設定されていない。

特急料金の設定はない。

### 乗車券発売範囲・連絡運輸
あいの風とやま鉄道で取り扱う乗車券の発売範囲・連絡運輸については、区間・駅によって範囲が異なっている。なお、普通乗車券の小児運賃は大人運賃から半額であるが、JR線が関係する場合のみ10円未満切り下げ、その他は10円未満切り上げとしている。
凡例
- ○…自社窓口・券売機で取り扱い
  - ただし、無人駅設置の券売機では、設置駅から到着駅までの自社と連絡運輸先の営業キロが合計100 km以内の乗車券のみを取り扱っている。

- △…自社線を通過しないため、自社各駅での取り扱いなし。乗車駅を管轄する他社（IRいしかわ鉄道・えちごトキめき鉄道）で取り扱いあり
  - IRいしかわ鉄道#連絡運輸、えちごトキめき鉄道#連絡運輸も参照。
  - いずれも無人駅のため、自駅での窓口発券はなし。倶利伽羅駅は券売機を設置。

- ×…自社での取り扱いなし
- ※…自社線を通過しないが、各接続駅（高岡駅・富山駅）のみ、あいの風とやま鉄道で取り扱いを行う

#### 自社・JR西日本・IRいしかわ鉄道・えちごトキめき鉄道
普通乗車券・定期乗車券については下表の通りとなっている。回数券については自社線各駅相互間のみの発売である。
| 乗車駅                           | 下車駅                                 | 下車駅                             | 下車駅   | 下車駅   | 下車駅                         | 下車駅                | 下車駅              | 下車駅 |
| 乗車駅                           | 自社線各駅 （倶利伽羅駅・ 市振駅含む） | JR西日本                           | JR西日本 | JR西日本 | JR西日本                       | IR いしかわ 鉄道      | えちご トキめき鉄道 |        |
| 乗車駅                           | 自社線各駅 （倶利伽羅駅・ 市振駅含む） | （IR経由） 七尾線                  | 氷見線   | 城端線   | 高山本線                       | IR いしかわ 鉄道      | 日本海ひすい ライン |        |
| 乗車駅                           | 自社線各駅 （倶利伽羅駅・ 市振駅含む） | 中津幡駅から 和倉温泉駅 までの各駅 | 各駅     | 各駅     | 西富山駅から 猪谷駅まで の各駅 | 倶利伽羅駅 を除く各駅 | 市振駅を 除く各駅   |        |
| -------------------------------- | -------------------------------------- | ---------------------------------- | -------- | -------- | ------------------------------ | --------------------- | ------------------- | ------ |
| 倶利伽羅駅（IRいしかわ鉄道管轄） | ○                                      | △                                  | ○        | ○        | ○                              | △                     | ×                   |        |
| 石動駅 - 西高岡駅                | ○                                      | ○                                  | ○        | ○        | ○                              | ○                     | ×                   |        |
| 高岡駅                           | ○                                      | ○                                  | ※        | ※        | ○                              | ○                     | ×                   |        |
| 越中大門駅 - 呉羽駅              | ○                                      | ○                                  | ○        | ○        | ○                              | ○                     | ×                   |        |
| 富山駅                           | ○                                      | ○                                  | ○        | ○        | ※                              | ○                     | ○                   |        |
| 東富山駅 - 越中宮崎駅            | ○                                      | ○                                  | ○        | ○        | ○                              | ○                     | ○                   |        |
| 市振駅（えちごトキめき鉄道管轄） | ○                                      | ○                                  | ○        | ○        | ○                              | ×                     | △                   |        |

#### 富山地方鉄道
富山地方鉄道の運賃改定にともない、2025年3月末をもって、連絡運輸の取り扱いを終了した。連絡乗車券は下表に示す各駅相互間の普通片道乗車券のみ発売可能であった。往復乗車券は購入できなかった。
| 乗車駅 | 下車駅            | 下車駅            | 下車駅          | 下車駅          |
| 乗車駅 | 富山地方鉄道      | 富山地方鉄道      | 富山地方鉄道    | 富山地方鉄道    |
| 乗車駅 | 富山/電鉄富山接続 | 富山/電鉄富山接続 | 魚津/新魚津接続 | 魚津/新魚津接続 |
| 乗車駅 | 立山駅            | 宇奈月 温泉駅     | 立山駅          | 宇奈月 温泉駅   |
| ------ | ----------------- | ----------------- | --------------- | --------------- |
| 石動駅 | ○                 | ○                 | ×               | ○               |
| 高岡駅 | ○                 | ○                 | ×               | ○               |
| 小杉駅 | ○                 | ○                 | ×               | ○               |
| 富山駅 | ×                 | ×                 | ×               | ○               |
| 滑川駅 | ○                 | ×                 | ×               | ○               |
| 魚津駅 | ○                 | ×                 | ×               | ×               |
| 黒部駅 | ○                 | ×                 | ○               | ○               |
| 入善駅 | ○                 | ×                 | ○               | ○               |
| 泊駅   | ○                 | ×                 | ○               | ○               |

### 当社線を挟むJRの通過連絡運輸
JR各社ではあいの風とやま鉄道線を通過する通過連絡運輸として、以下の設定がある。
| 発着駅               | 経由            | 経由                                 | 発着駅                       |
| -------------------- | --------------- | ------------------------------------ | ---------------------------- |
| JR氷見線・城端線各駅 | 高岡 - 富山     | 高岡 - 富山                          | JR四国・九州を除くJR全駅     |
| JR氷見線・城端線各駅 | 高岡 - 倶利伽羅 | IRいしかわ鉄道線 （倶利伽羅 - 金沢） | JR東日本・北海道を除くJR全駅 |
| JR氷見線・城端線各駅 | 高岡 - 倶利伽羅 | IRいしかわ鉄道線 （倶利伽羅 - 津幡） | 七尾線各駅                   |
| JR九州を除くJR全駅   | 富山 - 倶利伽羅 | IRいしかわ鉄道線 （倶利伽羅 - 津幡） | 七尾線各駅                   |

このほか「青春18きっぷ」、訪日外国人旅行者向けの「ジャパンレールパス」については通過利用の特例が設定され、富山駅から高山本線へ、高岡駅から氷見線・城端線へ乗り継ぐ際に富山駅 - 高岡駅間、「青春18きっぷ」の場合は加えて津幡駅から七尾線へ乗り継ぐ際に高岡駅 - 倶利伽羅駅 - 津幡駅間の普通・快速列車（普通車自由席）を追加運賃なしで利用することができる。ただしあいの風とやま鉄道線で途中下車が認められるのは富山駅と高岡駅のみで、この2駅以外の途中駅で下車する場合、またはこの2駅以遠の各駅を利用する場合はあいの風とやま鉄道線またはIRいしかわ鉄道線の乗車区間の運賃が別途必要となる。また、高岡駅 - 倶利伽羅駅 - 津幡駅間の通過特例については、七尾線各駅 - 高山本線各駅間を乗車する場合にのみ有効である。七尾線各駅 - 氷見線・城端線の各駅相互間を乗車する場合には適用されず、乗車区間の運賃が別途必要となる。

### 乗継割引
利用者の負担軽減を図るため、JR西日本、IRいしかわ鉄道、えちごトキめき鉄道との乗継割引が導入されている。

#### JR西日本
割引対象区間は以下の通りである。割引の設定に当たっては「運賃の上昇は20%までに抑える」「同じ区間は同一の運賃にする」というルールに基づき、乗降駅ごとに最大で150円、最小で10円を割り引いている。開業当初は、あいの風とやま鉄道、JR西日本両者が乗継割引を実施していたが、現在はあいの風とやま鉄道側のみが割引を実施しているため、両者にまたがる運賃は、実質的な値上げとなった。
- 氷見線（高岡駅接続）
  - 石動駅・呉羽駅・富山駅 - 越中国分駅間
  - 福岡駅・西高岡駅・越中大門駅・小杉駅 - 氷見駅間
- 城端線（高岡駅接続）
  - 石動駅・呉羽駅・富山駅 - 戸出駅間
  - 福岡駅・西高岡駅・越中大門駅・小杉駅 - 城端駅間
- 高山本線（富山駅接続）
  - 高岡駅・越中大門駅・滑川駅 - 速星駅間
  - 小杉駅・呉羽駅・東富山駅・水橋駅 - 猪谷駅間

##### 乗継割引に伴う運賃の逆転現象
2015年3月のあいの風とやま鉄道開業時点で、あいの風とやま鉄道線越中大門駅と、氷見線越中中川駅・城端線新高岡駅相互間は本来の運賃はあいの風とやま鉄道線の210円とJR線区間の140円を合算した350円であった（いずれも当時の運賃、以下同様）が、乗継割引の適用により、あいの風とやま鉄道線の区間が80円引き、JR線の区間が70円引きとなり、実際に支払う運賃は200円であった。これは、高岡駅 - 越中大門駅相互間 (3.6 km) の本来の運賃210円よりも低廉であり、越中大門駅から乗車した場合、乗継割引が受けられる越中中川駅や新高岡駅の運賃よりも、その手前にある高岡駅の運賃が高くなるという逆転現象が生じていた。
同様の現象はこのほか、西高岡駅 - 越中中川駅・新高岡駅相互間と西高岡駅 - 高岡駅間相互間 (5.6 km) の小児運賃でも見られ、前者がJRの制度に合わせ割引後の大人運賃210円から半額・10円未満切り下げとして100円となるのに対し、後者は大人運賃210円から半額・10円未満切り上げで110円となっていた。
その後、ICOCAのエリアを城端線高岡駅 - 新高岡駅間に拡大した2017年（平成29年）4月15日に、あいの風とやま鉄道が当該区間に特定運賃を設定したことで、逆転現象は解消され、2018年（平成30年）の高岡やぶなみ駅開業時にも同様の現象が発生する区間に特定運賃を設定している。
2019年10月1日改定運賃では乗継割引に伴う運賃の逆転現象が解消されたため設定がなくなり、通常の普通運賃が適用されている。
| 区間                | キロ程 (km) | 運賃（円、括弧内小児） | 運賃（円、括弧内小児） | 備考                          |
| 区間                | キロ程 (km) | 普通                   | 特定                   | 備考                          |
| ------------------- | ----------- | ---------------------- | ---------------------- | ----------------------------- |
| 高岡やぶなみ - 高岡 | 2.6         | 160 (80)               | 150 (70)               | 2018年（平成30年）3月17日より |
| 高岡 - 越中大門     | 3.7         | 210 (110)              | 200 (100)              |                               |
| 西高岡 - 高岡       | 5.3         | (110)                  | (100)                  | 小児運賃のみ。大人運賃210円   |

#### IRいしかわ鉄道
- 高岡駅 - 津幡駅間：90円割引
- 石動駅 - 金沢駅間：90円割引
  - 区間が重複する石動駅 - 津幡駅間は上記の割引が重複適用され、180円割引となる。

#### えちごトキめき鉄道
- カッコ内は割引額を示す。

|          | 親不知    | 青海     | 糸魚川   |
| -------- | --------- | -------- | -------- |
| 越中宮崎 | 390 (110) | 470 (90) | 690 (80) |
| 泊       | 460 (60)  | 540 (40) | 760 (30) |

### 途中下車
101 km以上の区間の乗車券についてはJRと同様に有効期間が2日間となり、後戻りしない限り何度でも途中下車が可能である。他社線との連絡乗車券についても他社線の距離と合算し101 km以上であれば途中下車が可能である。

### ICカード
あいの風とやま鉄道では県外客の利便性を考慮し、開業12日後の2015年（平成27年）3月26日から、自社管轄となる石動駅 - 越中宮崎駅各駅間相互間で、JR西日本のICカード乗車券「ICOCA」のサービスを開始した。現在は、他社も含めた利用可能エリア拡大に伴い、自社線では市振駅を除く全駅がエリアとなっている。
これにより、SuicaやPASMOなど全国相互利用サービスを実施している10種類の交通系ICカードが利用可能となっている。カードは石動、高岡、小杉、富山、滑川、魚津、黒部、泊の各駅の窓口と2020年10月1日からは自動券売機でも発売している。チャージは各駅の自動券売機で取り扱っているほか、SMART ICOCAのクイックチャージにも対応している。なお、SMART ICOCAで現金でのチャージは3,000円以上に限られる。
開始当初はJR西日本が発行した一般カードのみを発売していたが、2016年（平成28年）2月27日より自社オリジナルデザインICOCA「Ainokaze ICOCA」を発売開始した。これに合わせ、それまで乗車券機能のみの運用であったのが、カードの払い戻しなどの手続き、定期券、小人運賃用の「こどもICOCA」のサービスも開始された。加えて、2017年（平成29年）4月15日からは、利用可能エリアの「富山エリア」から「石川・富山エリア」への拡大に合わせ、新たにエリアとなったJR西日本およびIRいしかわ鉄道とのIC連絡定期券のサービスを開始した。
なお、IRいしかわ鉄道線と相互直通運転を行うハピラインふくい線もICOCA対応エリアであるが、ハピラインふくい管轄駅と、当社管轄駅間相互間でのICカードによる乗車はできない。

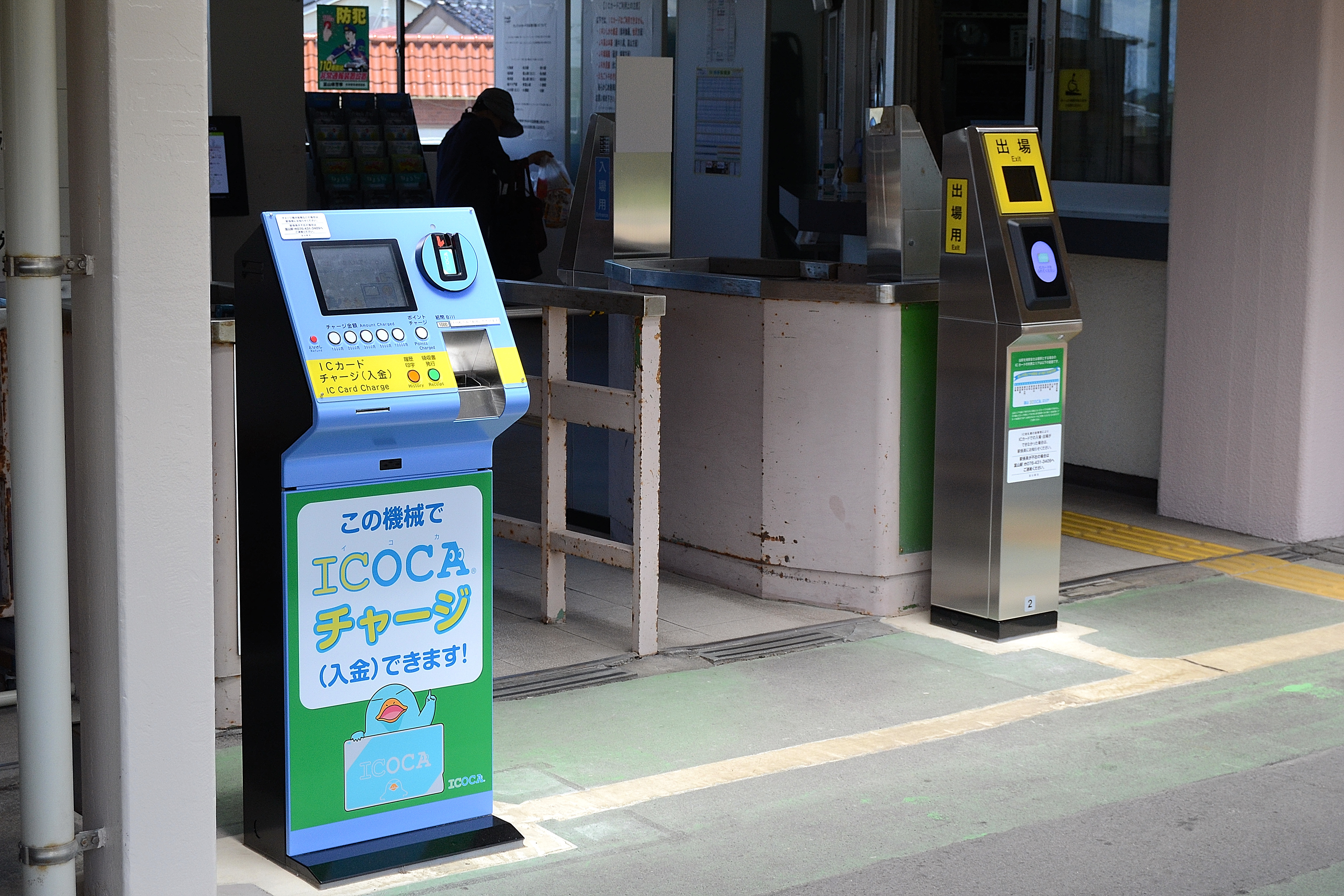
泊駅に設置されている、ICOCAのチャージ機（左側）と簡易ICカード改札機（右側）
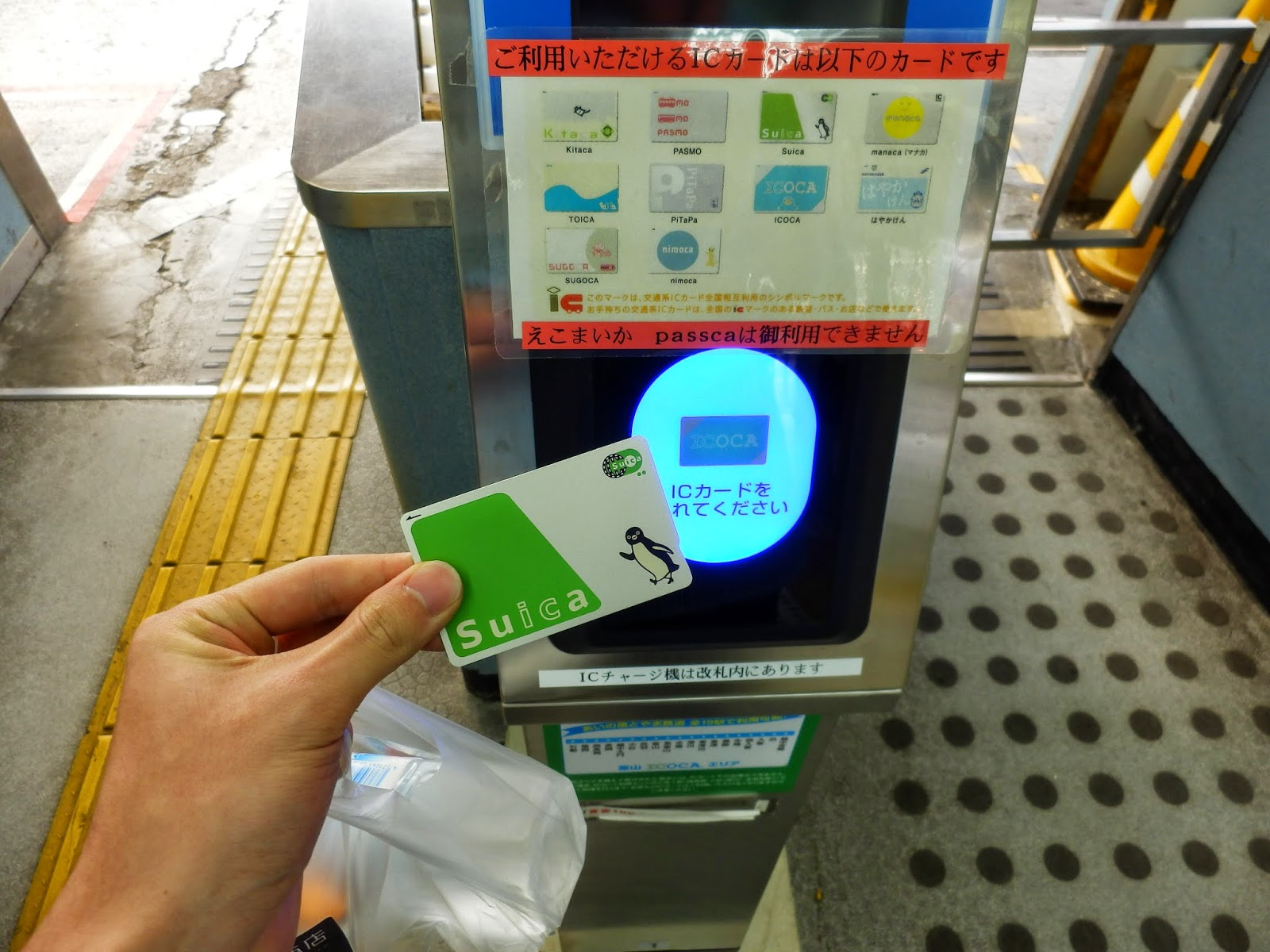
改札とチャージともにSuicaなどの相互利用も可能
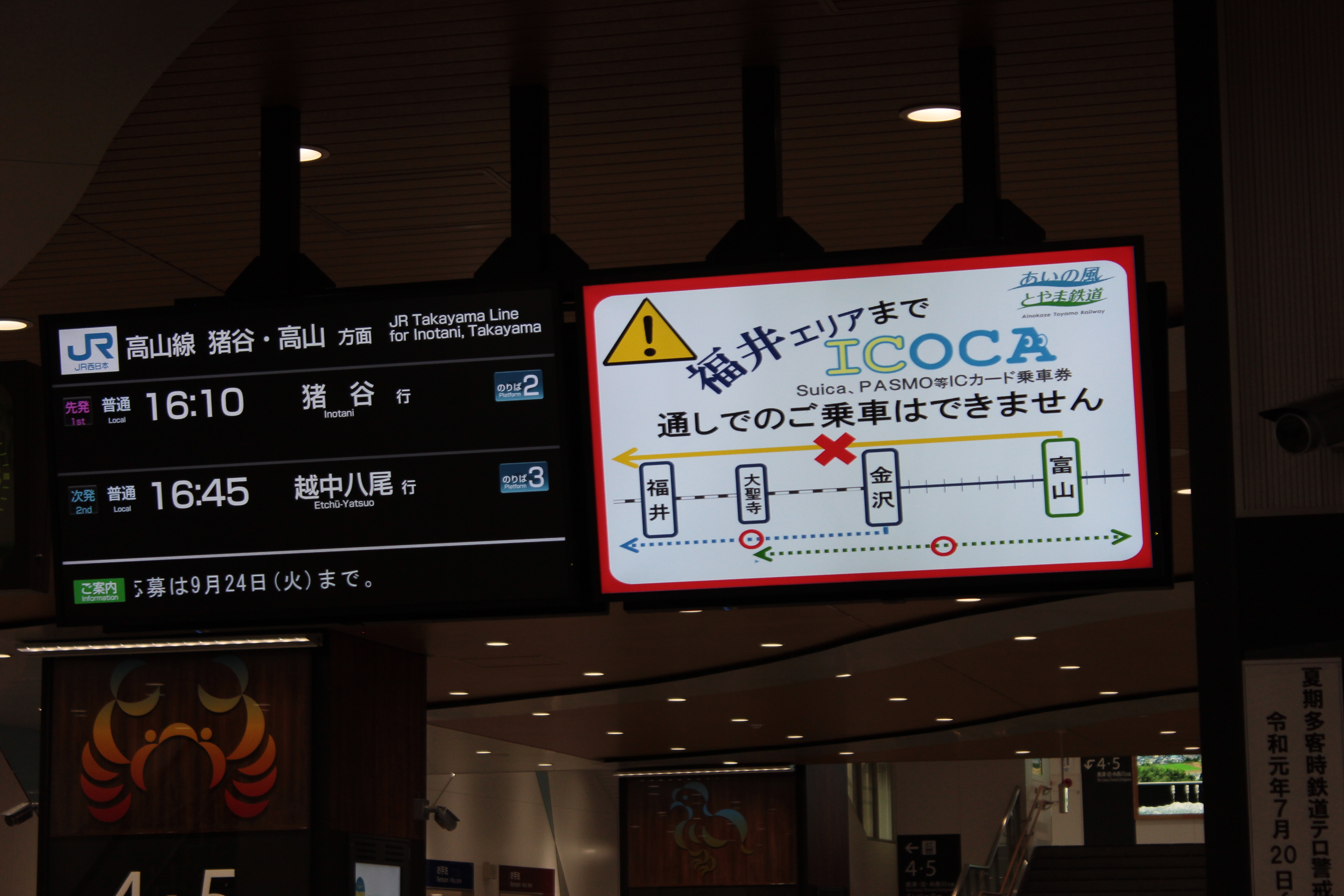
富山駅などの主要駅ではICOCAを利用して福井県内への乗車はできない旨案内されている

### 障害者割引
身体障害者手帳・療育手帳または精神障害者保健福祉手帳を駅窓口で提示することで、本人（障害の程度によっては本人および介護者）の運賃が5割引となる。

### 特別企画乗車券
あいの風とやま鉄道線内のみで利用できる特別企画乗車券として、下記の乗車券を発売している。いずれも管内の有人駅16駅で発売する。
一日フリーきっぷ
大人1,500円、小人750円。富山県内区間（石動駅 - 越中宮崎駅間）を、週末・休日などの1日に限りフリーエリアとして利用できる。「あいの風ライナー」に乗車する場合はライナー券が別途必要。利用者は富山県立近代美術館ほか沿線施設の割引サービスなどが受けられる。当日購入も可能。
2015年3月14日（開業日）から5月6日までは、曜日にかかわらず利用できる「開業記念一日フリーきっぷ」を発売していた。発売価格は同額、2016年3月末まで利用可であった。
あいの風・IR1日フリーきっぷ
大人2,000円、小人1,000円。IRいしかわ鉄道線・あいの風とやま鉄道線内の石川県・富山県内区間（金沢駅 - 越中宮崎駅間）を、週末・休日などの1日に限りフリーエリアとして利用できる。特急列車に乗車する場合は自由席特急券が、「あいの風ライナー」に乗車する場合はライナー券が別途必要。一日フリーきっぷ同様、当日購入も可能。なお、IRいしかわ鉄道では「IR・あいの風1日フリーきっぷ」を発売しているが、観光施設での割引特典の内容が異なる。
あいの風・IR・ハピライン連携 北陸3県2Dayパス
大人2,800円、小人1,400円。ハピラインふくい・IRいしかわ鉄道線・あいの風とやま鉄道線の福井県・石川県・富山県内区間が任意の2日間、乗降区間や回数に制限なく利用できるデジタル乗車券。土休日および発行者が指定する期間（お盆・年末年始など）に利用が可能。特急列車に乗車する場合は自由席特急券が、「あいの風ライナー」に乗車する場合はライナー券が別途必要。my route、RYDE PASS、tabiwa by WESTERの3種類のMaaSアプリのデジタル乗車券として発売される。
フライデーPM往復割引きっぷ
金曜日の正午以降の列車に乗車する場合に限り、設定区間の往復運賃を4割引とする割引乗車券。利用1か月前から前売りされる。
中学生往復半額ホリデーパス
中学生を対象に、週末・休日や夏休みなどの長期休暇期間に、富山県内区間の往復運賃を半額とする割引乗車券。購入・利用時は生徒手帳など中学校に在学している証明書の提示や携帯が必要となる。
このほか、沿線各地の祭り・催事などに合わせた割引乗車券が発売されている。
なお、泊駅では2017年4月1日からえちごトキめき鉄道の特別企画乗車券「トキめきホリデーフリーパス」（2020年4月1日からは「トキ鉄ツアーパス」に変更）を取り扱っているが、あいの風とやま鉄道線内は有効区間に含まれていない。

## 車両

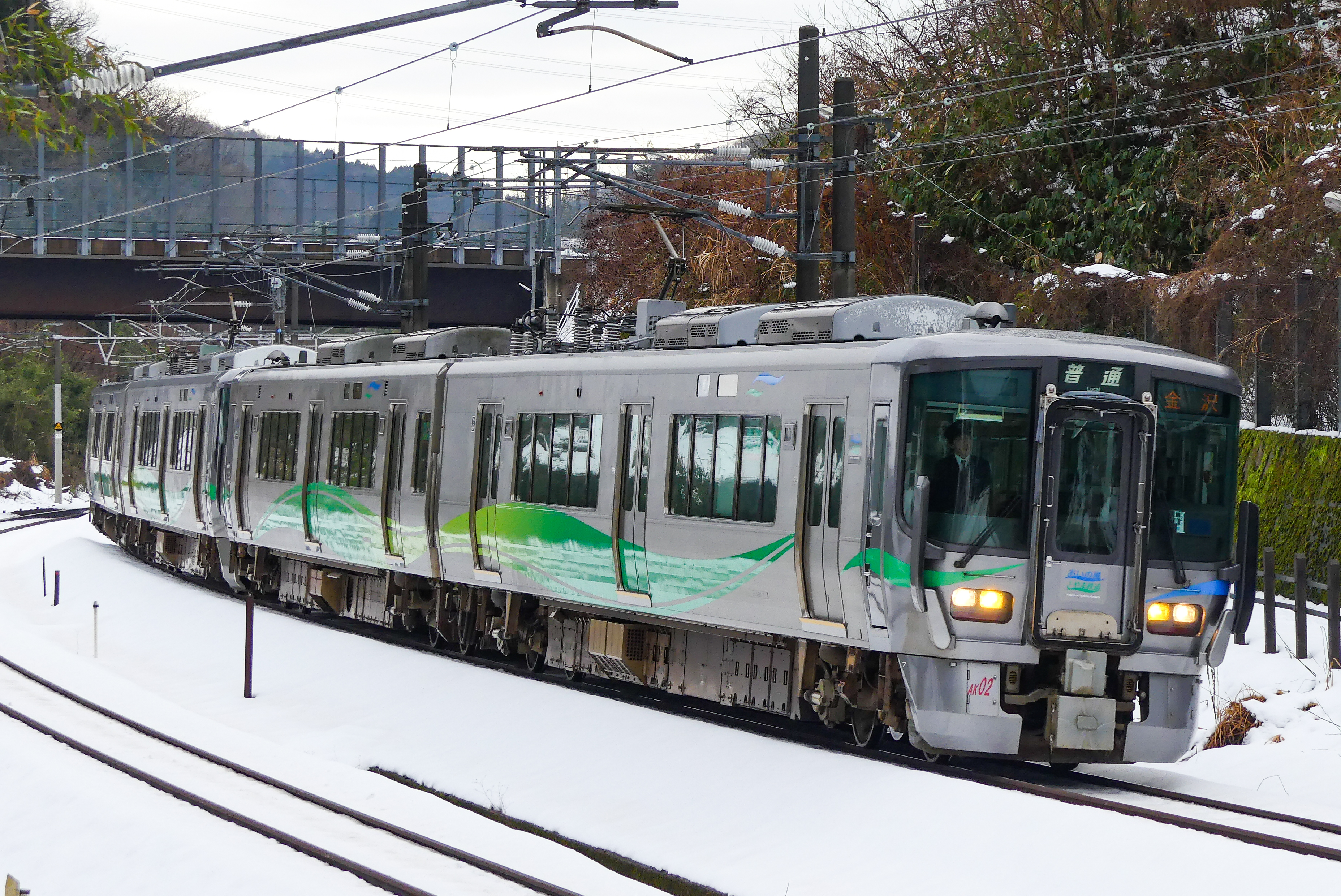
521系
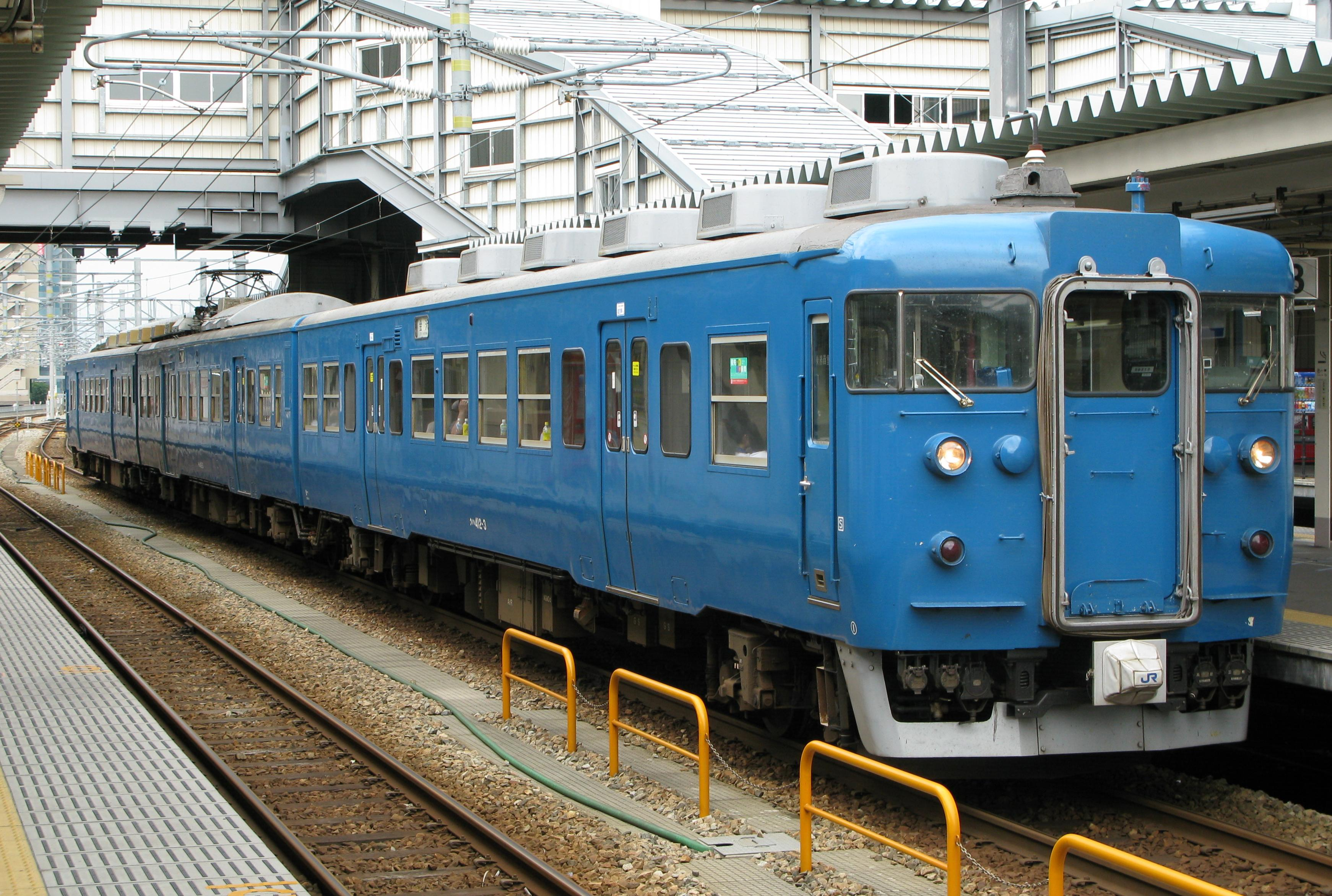
413系
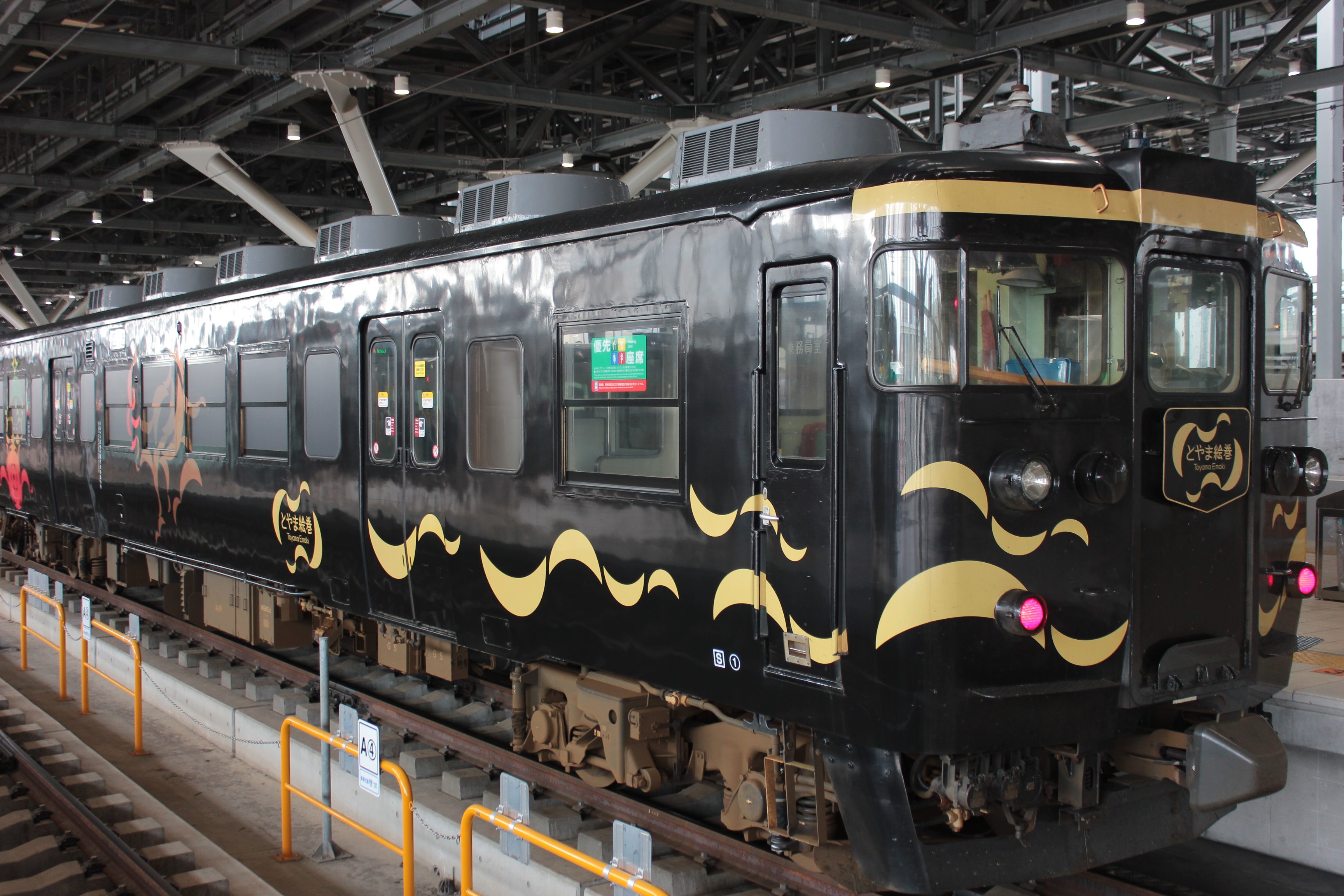
とやま絵巻
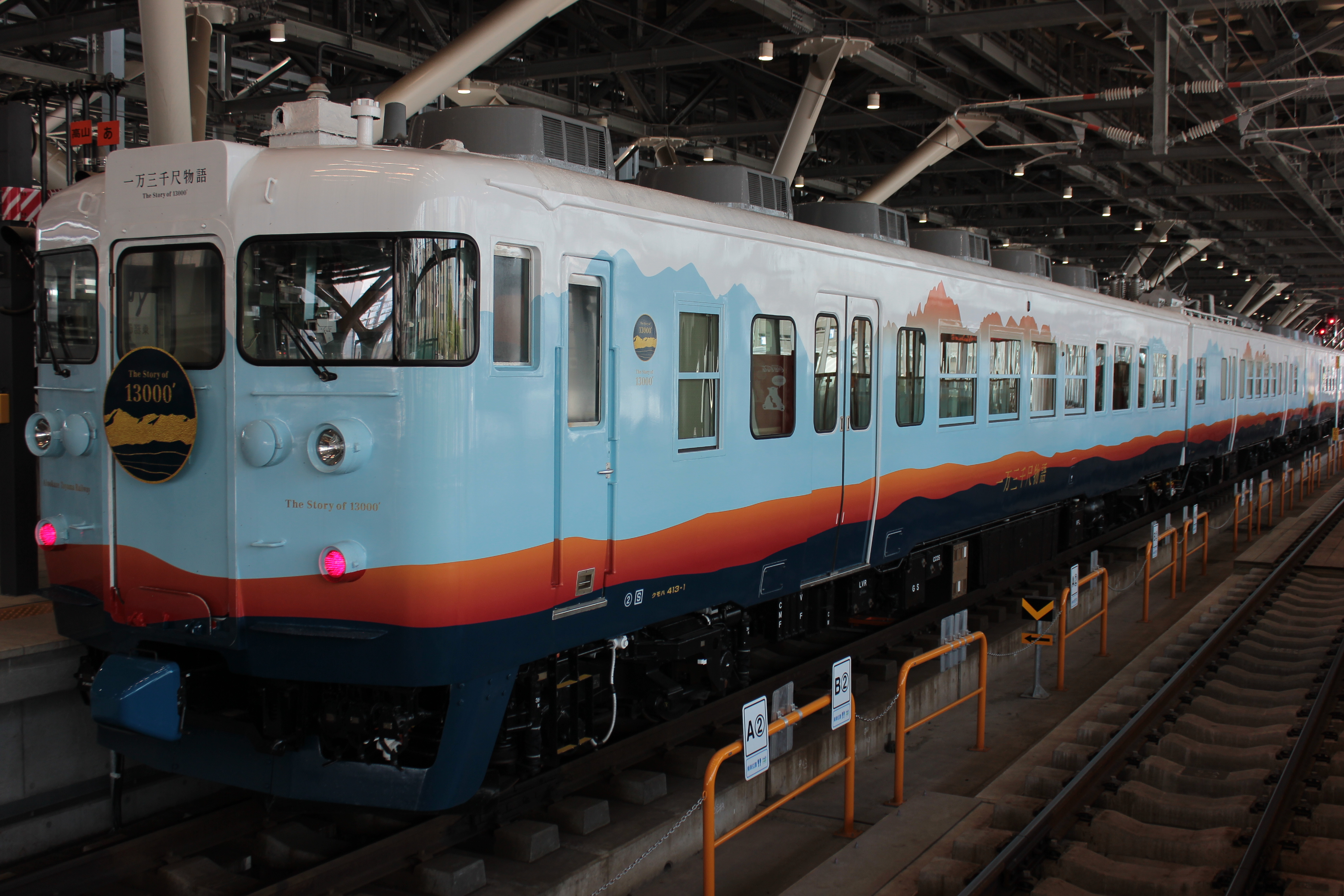
一万三千尺物語

開業に際し、JR西日本から営業用・除雪用として下記の車両をそれぞれ譲受した。譲受日はすべて2015年3月14日付で、JR西日本においても同日付の除籍扱いとなっている。営業用車両の大半は金沢総合車両所の所属車両の一部、除雪用車両は敦賀地域鉄道部所属車両の一部を譲受したものである。一方、相互乗り入れを行うIRいしかわ鉄道と、えちごトキめき鉄道日本海ひすいラインでは、開業時から新造車が導入されている。IRいしかわ鉄道の521系は手続き上は譲受扱いだが、うち2編成は実質的な新造車である。2017年度からは、あいの風とやま鉄道でも新造車が投入されている。
あいの風とやま鉄道線は全線交流電化であるものの、保有する電車はすべて交直流電車である。ただし交直切換スイッチは固定されておらず、そのまま直流区間も走行できる。2024年から検査は直流区間にあるJR西日本吹田総合車両所で行われており、当社保有の521系が吹田総合車両所に自走（伴走車はJR西日本金沢車両区敦賀支所の521系）で入場している。
521系
JR西日本からの譲渡車2両編成16本と、自社発注の新造車1000番台2両編成6本が所属。編成番号は「AK」で、譲渡車・新造車とも通し番号である。
譲渡車はすべて2次車で、車両番号はJR時代と変更はない。また、1000番台の仕様はJR西日本仕様の3次車とほぼ共通である。
エクステリア部のカラーリングは前述の駅名標と同様に、山側をブルー、海側をグリーンを基調としたデザインである。
413系
2021年時点で3両編成5本が所属。こちらも車両番号の変化はなく、全編成とも譲渡前に体質改善工事が行われている。編成番号は「AM」。
AM01編成は後述の観光列車「一万三千尺物語」に改造された。
AM03編成はイベント列車「とやま絵巻」として2016年8月に簡易改造され、8月28日から運行を開始している。
そのほかの3編成は一般車両で、521系電車の増備により、2021年5月5日を以ってAM04編成が、2022年5月5日を以ってAM02編成が、2023年6月1日を以ってAM05編成が運行終了し、すべて廃車となっている。
観光列車「一万三千尺物語」
2018年度の521系投入で余剰となった413系電車AM01編成を観光列車に本格改造し、2019年4月6日より運行を開始した。土曜・日曜・祝日に運行する。観光列車改造の予算は1億8千万円で、すべて自己資金である。
1号車は1+2列のボックスシートとしたドア閉鎖部を除き、海側を2人がけボックスシート×3、山側を8人がけのロングカウンターとし、多目的仕様の大型トイレと男子トイレを設置。2号車は厨房を備えた売店車とし、3号車は海側4人がけ、山側2人がけのボックスシートに改装した。車内には氷見産の杉材を多用している。
なお前述の「とやま絵巻」とは別の編成である。
列車名の「一万三千尺物語」は、富山県の地形の高低差、標高約3,000 mの立山連峰から富山湾の海底最深部約1,000 mの差4,000 mを尺貫法で表した数字からきたものである。富山駅発着の団体列車として運行されるほか、他社線への乗り入れも検討されている。
列車の詳細については一万三千尺物語公式サイトを参照。
DE15形
2両（1004・1518）が所属。除雪用として使用されるディーゼル機関車。
- 521系
- 413系
- とやま絵巻
- 一万三千尺物語

### 検測車
あいの風とやま鉄道は自社の検測車を保有していない。JR西日本から引き継いだ路線のため、検測車はJR時代に引き続きJR西日本のキヤ141系気動車、DEC741形気動車が入線するが、泊駅 - 市振駅間はJR東日本キヤE193系気動車も入線する。

### 今後の増備・改造車両

#### 521系中間車両の増備
2024年6月、あいの風とやま鉄道は「第23回あいの風とやま鉄道利用促進協議会」において、2025年度以降に521系中間車両を3両増備し、521系3編成を3両編成化する計画を明らかにしている。

## 共同使用駅
- 自社駅の共同使用駅
  - 高岡駅（JR西日本）
  - 富山駅（JR西日本 在来線）
- 他社駅の共同使用駅
  - 倶利伽羅駅（IRいしかわ鉄道）
  - 市振駅（えちごトキめき鉄道）
- 区分管理の共同使用駅
  - 富山駅（JR西日本 新幹線）

## 駅の設備
みどりの窓口は沿線市町村で各1駅ずつ存続することとなり、石動、高岡、小杉（北口のみ）、滑川、魚津、黒部、入善、泊の各駅ではJR西日本指定旅行会社の営業所扱い（富山県知事登録 2種 285号）で、あいの風とやま鉄道が引き継いで運営している。一方で、同一市内に設置駅がある福岡駅、越中大門駅、呉羽駅、東富山駅については廃止された。
クレジットカードは開業当初は定期券の購入時以外使用できなかったものの、2017年4月1日よりJR線きっぷの購入にも利用できるようになった。なお、e5489、えきねっとなどJRのインターネット予約サービスで予約されたきっぷ類の発券はできない。また、あいの風とやま鉄道の窓口以外で発行されたきっぷ類の変更、払い戻しもできない。旅行券やクレジットカード購入のきっぷの払い戻しは窓口で「払い戻し申し出済（日付）」の証明を押印してもらい、1年以内に実際に購入した会社の窓口にて手続きを行う。
JR西日本系の売店・コンビニエンスストアは2015年2月28日をもって営業を終了しており、継承されていない。このほか越中八尾駅（高山本線）の「キヨスク」、えちごトキめき鉄道に移管する糸魚川駅の売店「ちゃお」も同日限りで営業を終了し、富山・新潟両県の在来線駅舎で運営していたJR西日本系の売店はすべて閉店した。なお、富山駅と糸魚川駅では新幹線駅舎へ店舗を移設して営業を継続している。あいの風とやま鉄道では駅構内の売店を運営する企業との交渉を進めている。

## 出資比率
富山県と県内全15市町村、民間企業25社が出資している。比率は県が全体の63%、市町村が計27%、北陸電力・北陸銀行・インテック・YKK・富山地方鉄道などの民間企業が計10%を占める。

### 市町村別の出資比率
前述した全体の27%を占める県内15市町村出資分の自治体別出資比率は下記の通りである。
- 沿線自治体 - 朝日町 1.4%、入善町 2.4%、黒部市 4.2%、魚津市 3.1%、滑川市 2.7%、富山市 51.7%、射水市 7.7%、高岡市 18.1%、小矢部市 2.3%
- 非沿線自治体 - 砺波市 1.4%、南砺市 1.9%、氷見市 1.5%、上市町 0.7%、立山町 0.8%、舟橋村 0.1%

## マスコットキャラクター
マスコットキャラクターは、「あいの助」である。